# Acmocera transverselineata
Acmocera transverselineata là một loài bọ cánh cứng trong họ Cerambycidae.